# Дербент
Дербент (рус. Дербент, перс. دربند, читај: Дарбанд) град је у Русији у републици Дагестан. Дербент је најјужнији град у Русији, и други по значају град у Дагестану. Према попису становништва из 2010. у граду је живело 119.961 становника.
Постоји тврдња да је Дербент најстарији град у Русији. Још од старог века, ово подурчје је било веома значајно због свог положаја као врата према Кавказу. У Дербенту постоје архолошки локалитети старости и преко 5000 година. Као резултат географске специфичности, град се развио између два низа зидина у брдовитом делу и обале Каспијског језера. Вековима су бројни народи давали граду разна имена, али свако је било у вези са „вратима“, „порталом“, „капијом“.

## Географија
Град је саграђен на западним обалама Каспијског језера, јужно од реке Рубас, на падинама Табасаранских планина које припадају Кавказу. Дербент је саобраћајно добро опслужен - има сопствену луку, жељезница пролази кроз њега према Бакуу, као и друмска саобраћајница Баку-Ростов. Дербент има јединствен стратешки положај на Кавказу - град се налази на уском потезу лако проходног простора (3 km) између Каспијског језера и Кавказа, контролишући копнени саобраћај између источне Европе и Блиског истока. У северном делу града се налази споменик Кирк-лара, или четрдесет јунака, који су пали бранећи Дагестан од Арапа 728. године. Према југу се протеже крак Кавкаског зида дуг 50 m, познат и као Александров зид, затварајући уски пролаз Каспијских врата/Гвоздене капије (Portae Athanae или Portae Caspiae). Док је овај зид био читав, био је висок 9 m и дебео 3 метра, а са својим гвозденим вратима и осматрачницама представљао је снажну одбрану персијске границе.

## Историја
Прво стално насеље у подручју Дербента датира из 8. века пре нове ере. До 4. века нове ере, ово подручје је било део Кавкаске Албаније, и обично се поистовећивало са главним градом Албаном. Данашње име потиче од персијске речи Дарбанд са значењем „затворена врата“, почело је да се користи крајем 5. века или почетком 6. века, када је на овом подручју поново основан град од стране Кавада I из сасанидске династије Персијског царства.
За зидине и тврђаву се верује да припадају времену Квадовог сина, Хозрова I. Дербент је постао снажно војно упориште и лука Сасанидског царства. Током 5. и 6. века, Дербент је постао важно седиште ширења хришћанства на Кавказу.
Током 630-их, заузео га је Казарски канат. Године 654. га заузимају Арапи, који га преображавају у важно управно седиште и уводе ислам у то подручје. Калиф Харун-ал-Рашид је живео у Дербенту и довео га на добар глас као уметнички и трговински центар. У 10. веку, с падом Арапског калифата, Дербент постаје емират све до монголске инвазије 1239. године.
У 14. веку га заузимају хорде татарског вође Тамерлана. Године 1437. је дошао под контролу шаха Ширвана. Током 16. века, Дербент је био поприште ратова између Османског царства и Персијског царства, којим је владала династија Сафавида. До почетка 17. века, сафавидски шах Абас I је нанео тежак пораз Османском царству и вратио Дербент.
Током Руско-персијског рата, за време Петра Великог, Русија је освојила Дербент 1722. године, али је 1736. поново призната власт шаха Надира. Дербент је 1747. године постао престоница каната под истим именом. За време Персијске експедиције коју је наложила Катарина Велика Дербент је освојен 10. маја 1796. од стране Руса под вођством генерала Валеријана Зубова. Као резултат је потписан Гулистански мировни споразум и Дербент је постао део Руске Империје.

## Становништво
Према прелиминарним подацима са пописа, у граду је 2010. живело 119.961 становника, 18.930 (18,74%) више него 2002.
| 1939.  | 1959.  | 1970.  | 1979.  | 1989.  | 2002.   | 2010.   |
| ------ | ------ | ------ | ------ | ------ | ------- | ------- |
| 34.052 | 47.318 | 57.192 | 69.575 | 78.371 | 101.031 | 119.961 |

Већина становника су Лезгини, а по бројности следе Азери и Табасарани.

## Привреда и култура
У Дербенту има машинске индустрије, прехрамбене индустрије (између осталог пивара и винарије), текстилне индустрије, производње грађевинских материјала, дрвне индустрије, рибарства и прераде рибе.
У Дербенту постоји неколико високошколских установа и техничких школа.
У области културе треба споменути Легинско позориште (позориште С. Сталског).
Два километра од града се налази насеље за одмор „Чајка“ (= галеб).
Дербент је у суштини велики музеј с величанственим планинама и приобаљем, са великим туристичким потенцијалом. Од 2003. године се тврђава и стари део града налазе на Унесковој листи Светске баштине. Нестабилност у регији негативно утиче и на развој туризма.

## Партнерски градови
- Јакима
- Кронштат

## Галерија
- Капија у старом делу града.
- Капија на тврђави.
- Поглед на Каспијско језеро.
- Поглед с тврђаве на град.